# K Records
K Records je nezávislé hudební vydavatelství v Olympii ve státě Washington. Bylo založenu roku 1982. Spoluzakladatelem (s Candice Pedersen) a majitelem je Calvin Johnson. Je spojeno s lo-fi hnutím, které propaguje názor, že není potřeba drahé nahrávací zařízení, superkvalitní nástroje nebo složité melodie aby vznikla dobrá hudba. Naopak, na nahrávkách nechávají šum, zkreslení, různé zvuky z pozadí a nebo je tam dokonce přidávají. Je to jakýsi opak "hi-fi". Z kapel stojí za zmínku Beat Happening. Pro zajímavost - Kurt Cobain, frontman Nirvany, si nechal vytetovat logo K Records na rameno. Řekl, že mu má připomínat, aby zůstal dítětem.